# Фланец (гильза)

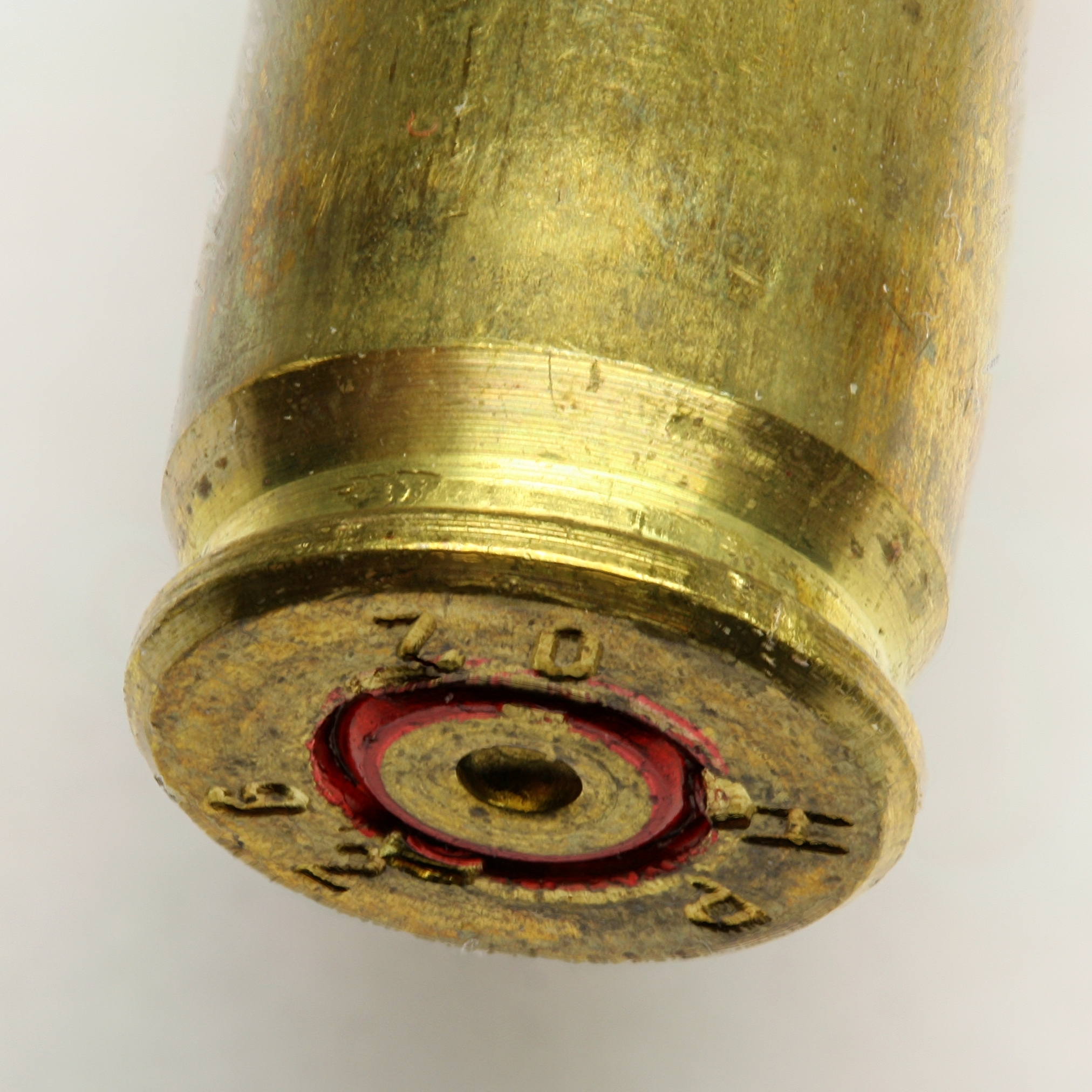
5,56 × 45 мм НАТО

Унитарный патрон. 1 — снаряд (пуля), 2 — гильза, 3 — заряд пороха, 4 — донце гильзы и фланец, 5 — капсюль-воспламенитель

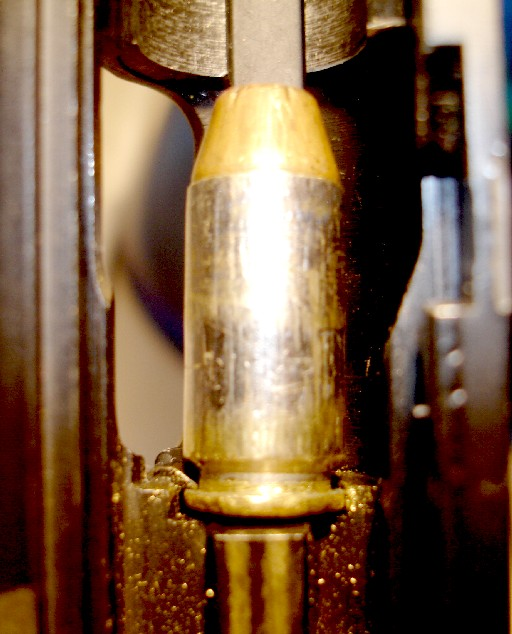
Фланец служит для извлечения гильзы из патронника

Фланец (устаревшее название закраина) — один из элементов донной части гильзы патрона, предназначенный для извлечения гильзы из патронника. Извлечение осуществляется благодаря зацеплению фланца гильзы с выбрасывателем (экстрактором). В большинстве случаев выбрасыватель представляет собой деталь в виде крючка с зацепом («зубом»), который зацепляется за фланец гильзы. Гильзы патронов бывают с выступающим фланцем и с невыступающим фланцем. Патроны с невыступающим фланцем имеют диаметр фланца не более, чем диаметр корпуса гильзы в донной части, при этом фланец может быть образован так называемой проточкой гильзы, которая представляет собой кольцевую канавку, выполненную на производстве, например,  с помощью механической обработки, литья, резания, штамповки или вальцевания вокруг донной части гильзы. Фланец также может служить для захвата гильзы другими устройствами оружия, может обеспечивать базирование патрона в патроннике.
Патроны имеют различные виды фланцев: с выступающим фланцем, с невыступающим фланцем, с уменьшенным фланцем и прочее. Эти категории описывают размер фланца по отношению корпусу гильзы в донной части.

## История
С изобретением эффективных ударных составов капсюлей в 1807 году унитарные патроны стали применяться на практике, хотя и не сразу, потому что нескоро удалось изготовить надлежащее им устройство. Капсюльный замок появился в начале XIX века, изначально в охотничьем оружии. Он использовал химическое взрывчатое вещество на основе гремучей ртути (фульмината ртути), заключённое в металлический колпачок — капсюль, или «пистон». Курок ударял по капсюлю, надетому на полый затравочный стержень — бранд-трубку, полость которого была соединена с каналом ствола. Такой замок был прост, дёшев, очень надёжен. Конструкция его механизма по сути полностью повторяла давно освоенный в производстве ударно-кремнёвый, что значительно упрощало переход. К 1840-м годам он вытеснил кремнёвый в армиях практически всех развитых стран.
Капсюльный замок в целях экономии использовался как на большей части ранних массовых казнозарядных винтовок (таких, как винтовка системы Шарпса времён Гражданской войны в США или принятая в России винтовка Терри-Нормана), так и на первых револьверах. Для казнозарядной системы необходимость перед каждым выстрелом надевать на затравочный стержень капсюль была явным анахронизмом. В США иногда использовалось так называемое приспособление Майнарда, в котором вместо капсюлей использовалась бумажная лента с лепёшками капсюльного состава, которую протягивал специальный механизм при взведении курка, так, что каждый раз новая лепёшка оказывалась напротив затравочного отверстия. Однако надежд, возложенных на это устройство военными, оно не оправдало, поскольку даже пропитанная водоупорным составом бумажная лента имела тенденцию к отсыреванию.

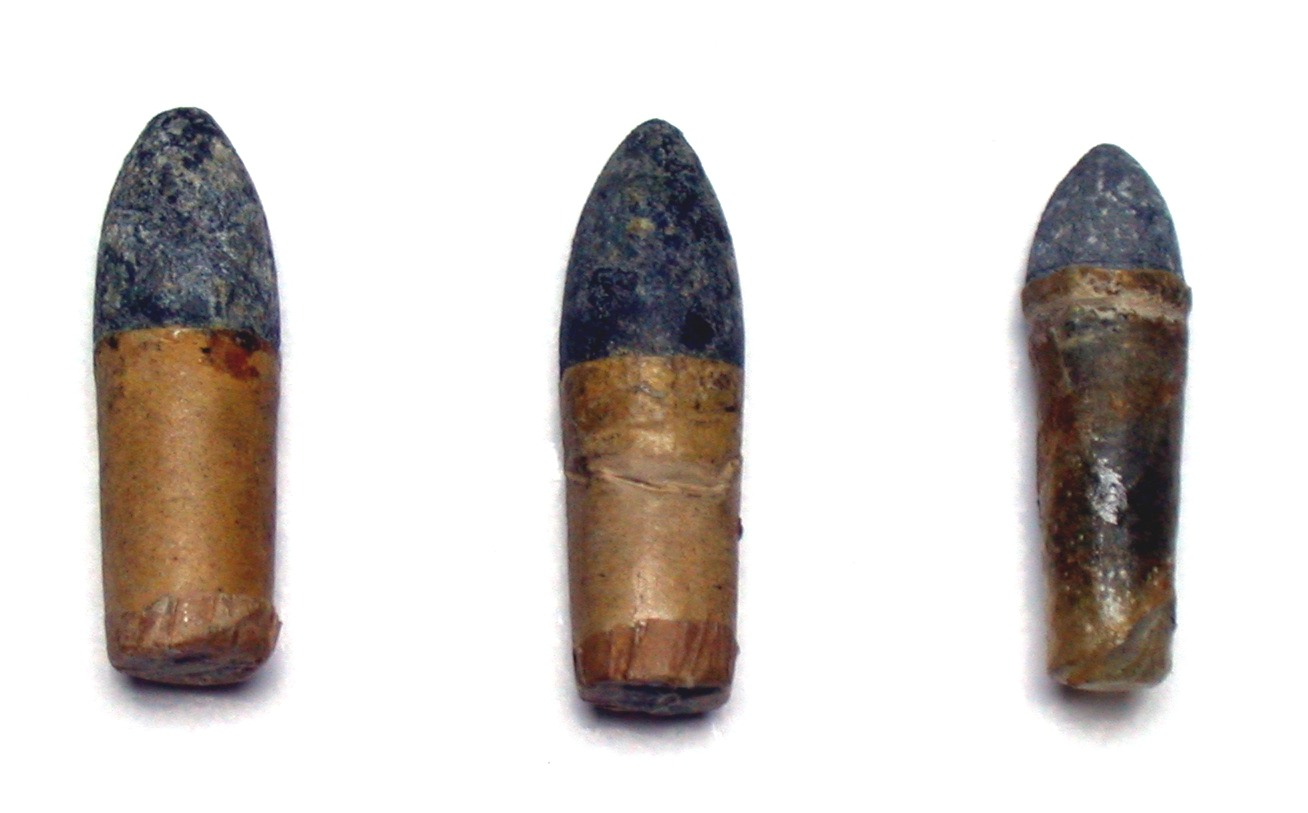
.44 and .35 — Бумажные патроны для ранних капсюльных револьверов Кольта

Во время Наполеоновских войн, в Париже Самуэль Жан Паули, в сотрудничестве с французским оружейником Франсуа Прела создаёт фланцевый унитарный патрон. Данный патрон состоял из картонного цилиндра с наполнением из инициатора воспламенения — бертолетовой соли (главное новшество Паули), дымного пороха и круглой пули. Паули продолжает совершенствовать свой патрон и 26 сентября 1812 г. патентует его конструкцию. В улучшенной версии патрона гильза была полностью металлической или картонно-металлической, на дне гильзы устанавливалось капсюльное устройство. Фактически это был прообраз унитарного патрона центрального боя. Особенно ценным было применение унитарного патрона в кавалерии, поскольку традиционное поочерёдное заряжание огнестрельного оружия на ходу очень затруднено. Изобретение Прела и Паули было революционным, им заинтересовался сам император Наполеон, но его свержение помешало внедрению патрона и оружия к данному патрону.

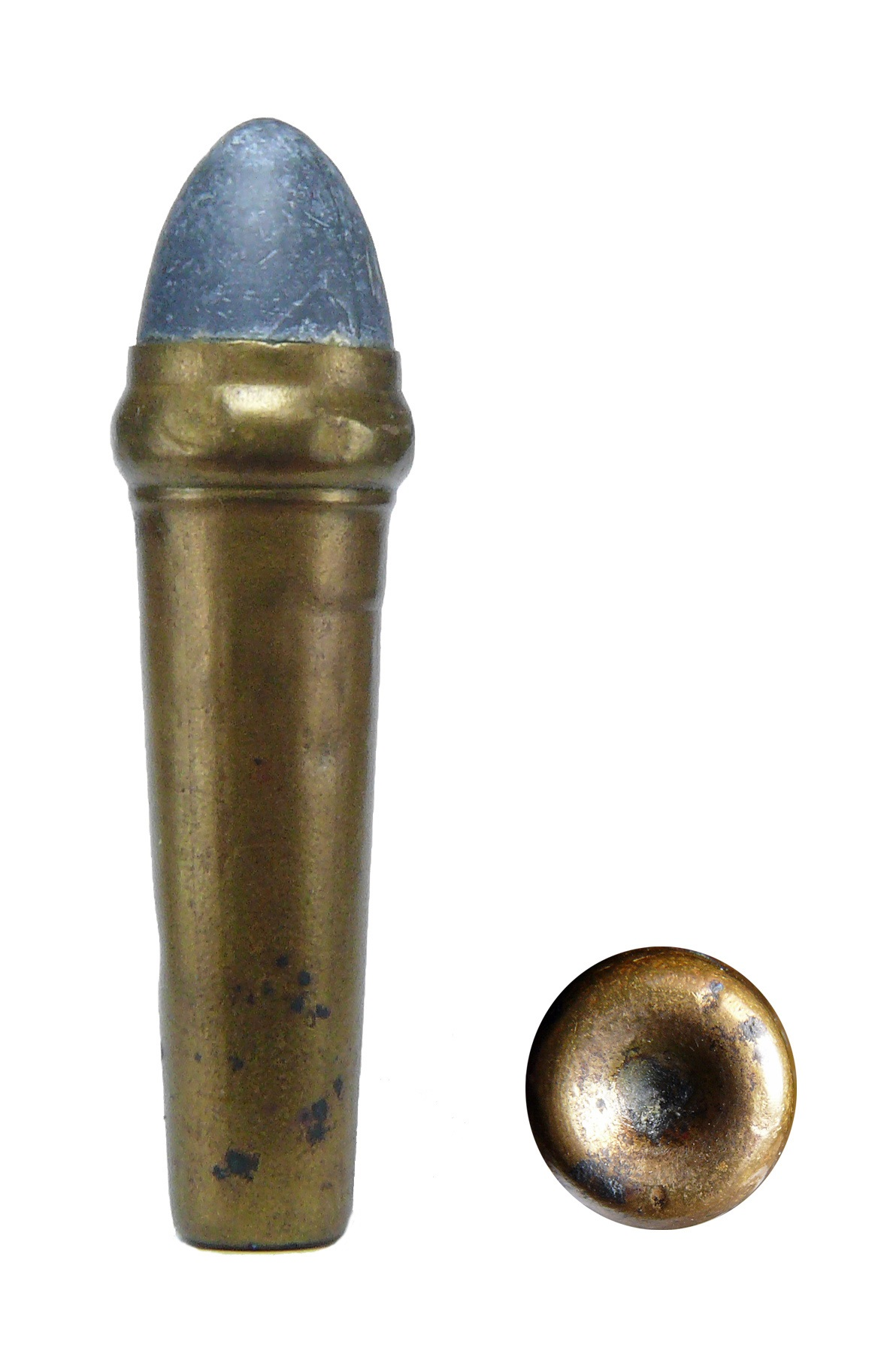
Неунитарный патрон для карабина Бернсайда

В 1836 году Казимир Лефоше предложил шпилечный патрон с картонной гильзой и медным донцем. Позже он создаёт первое оружие под сконструированный им патрон — т. н. «бундельревольвер», образец которого успешно выставлялся в Лондоне. Появление шпилечных патронов привело к началу применения унитарных патронов. Бумажные унитарные патроны с игольчатыми ударными механизмами, предложенными немецким оружейником Дрейзе в 1827 году (первый образец введён в прусской армии в 1840 году) широкого распространения для револьверов не получили из-за их громоздкости, хотя отдельные образцы игольчатых револьверов были выпущены) и поэтому неунитарные бумажные патроны для револьверов применялись в США до 1870-х годов. Но вскоре не имевшие фланца шпилечные патроны, имея существенные недостатки (Трудность извлечения стреляных гильз из камор — особенно при их «раздутии») стали вытесняться.
Первый образец патрона кольцевого воспламенения был создан в 1845 году французским оружейником Луи Флобером (фр. Louis Flobert) и представлял собой, по сути, круглую пулю, вставленную в незадолго до того изобретённый капсюль-воспламенитель. Запатентован патрон был в 1849 году. В конце 1850-х годов были разработаны крупнокалиберные патроны кольцевого воспламенения — эти патроны имели уже полностью металлическую гильзу, а затем — унитарные патроны центрального воспламенения (повторно предложены в 1861 году французом Патте и усовершенствованы англичанином Боксёром). Крупнокалиберные (ружейные) патроны кольцевого воспламенения сошли со сцены к началу 1880-х годов. Винтовка Бердана принятая на вооружение в 1868 году была одной из первых винтовок под унитарный патрон центрального воспламенения.
Некоторые неунитарные металлические патроны времён Гражданской войны в США по форме напоминают металлические патроны центрального воспламенения, но вместо капсюля имеют затравочное отверстие, замазанное воском.

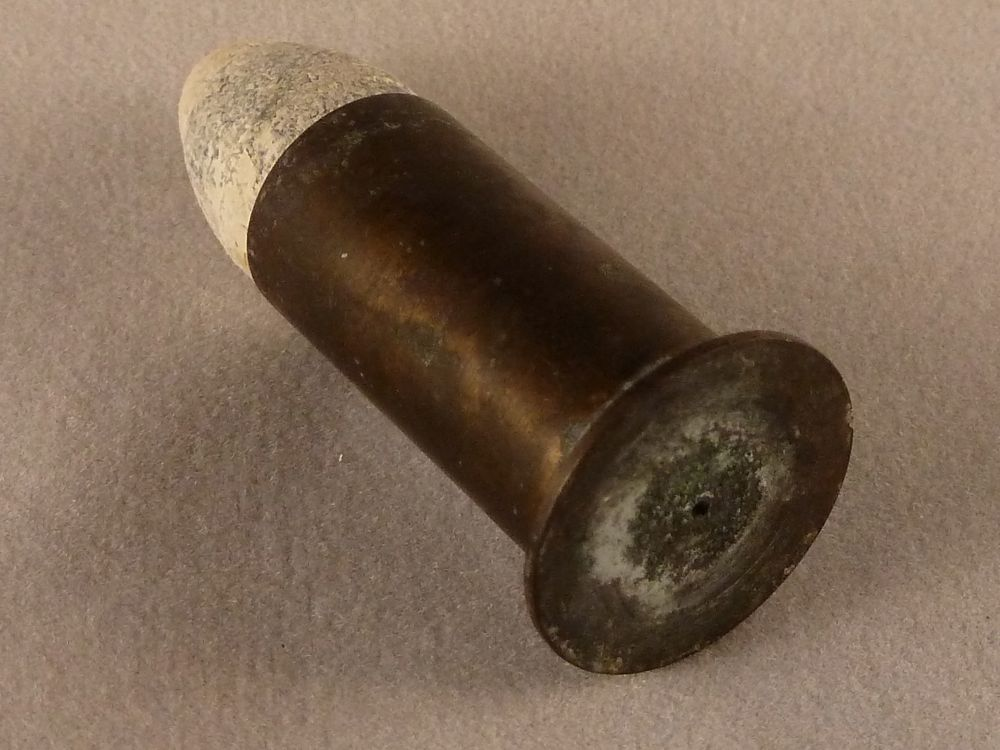
Неунитарный фланцевый патрон под Карабин Майнарда разработанный в начале 1850-х годов, имел затравочное отверстие, замазанное воском. Фланец также играл роль обтюратора.

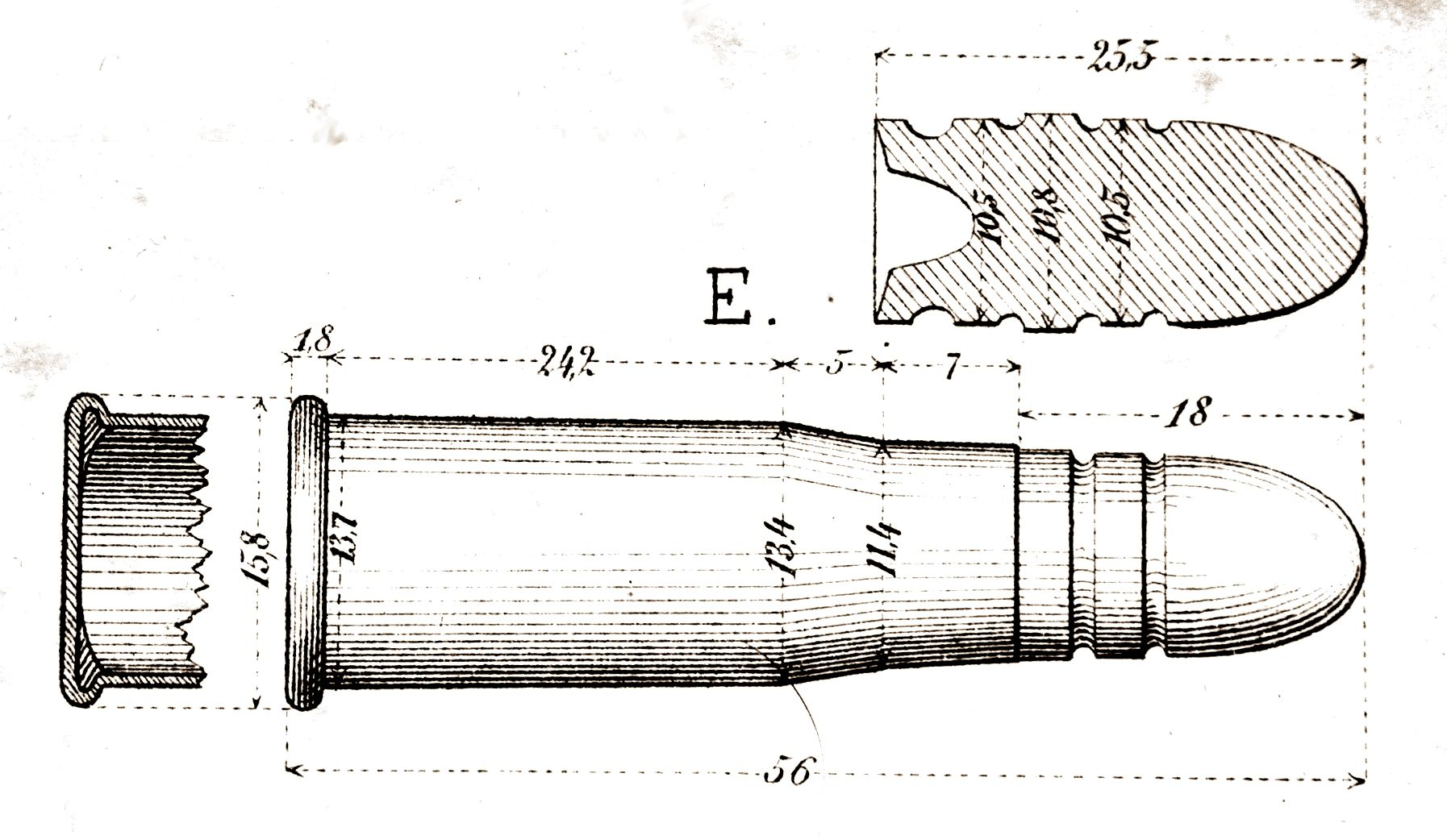
10,4 мм Vetterli — крупнокалиберный патрон кольцевого воспламенения (1869)

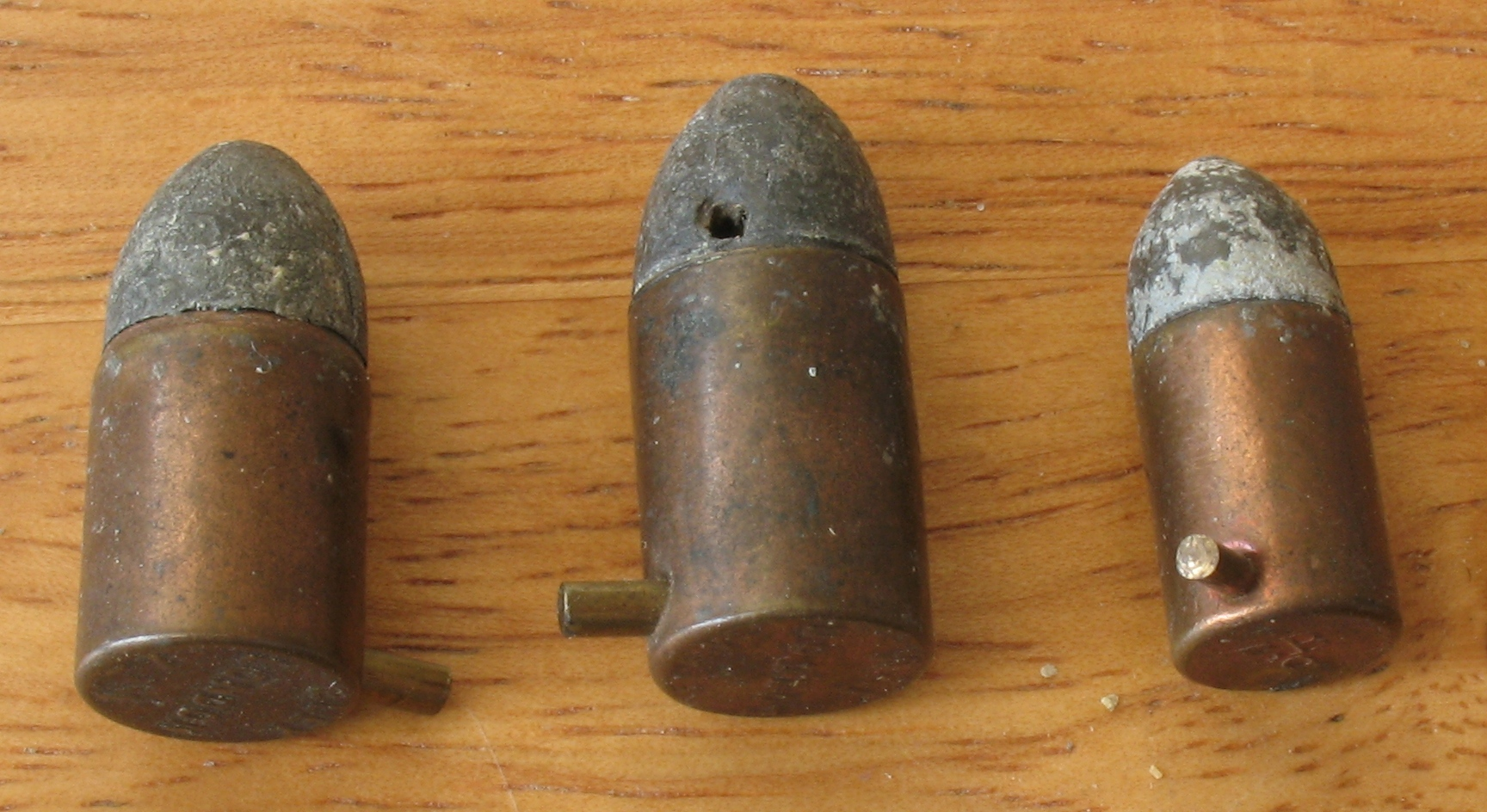
не имевшие фланца шпилечные патроны (патроны для модели Lefaucheux M1858 имели уже полностью металлическую гильзу)

В конце XIX века появляются первые патроны с невыступающим фланцем (также известные как бесфланцевые), которые для зацепа зубом выбрасывателя имели кольцевую проточку. Немецкий винтовочный патрон 7,92×57 мм с гильзой бутылочной формы с невыступающей закраиной был первым патроном такого типа, послужив образцом для подражания во многих армиях. Почти немедленно за ним последовали аналогичные по типу патроны к винтовкам Каркано и Шмидт-Рубин. Для этих патронов характерна фиксация в патроннике плечом гильзы бутылочной формы. Одним из первых успешных бесфланцевых пистолетных патронов можно считать патрон к пистолету Борхардта, который, однако, также имел бутылочную форму гильзы и фиксировался в патроннике её плечом. Он был разработан американцем по имени Уго Борхардт в 1893 году для первого успешного самозарядного пистолета. И пистолет Борхардта, и последовавший вскоре пистолет Маузера С96 под аналогичный патрон были, строго говоря, не пистолетами в современном смысле, а принадлежали к классу пистолет-карабинов, который в итоге так и не получил значительного развития. Вообще, попытки применить фланцевый патрон в самозарядных пистолетах не увенчались успехом - в качестве примера можно назвать пистолет Маннлихера обр.1894 года. Все ранние самозарядные пистолеты использовали либо бутылочную бесфланцевую гильзу (7,63x25, 7,65x21 мм), либо полуфланцевые патроны с близкой к цилиндрической формой гильзы типа .38 ACP, в которых для фиксации в патроннике служила слабо выступающая закраина, которая при размещении в магазине полностью входила в проточку нижележащего патрона. Только в 1901 году появились настоящие бесфланцевые пистолетные патроны 9х19 Парабеллум и 9х23 Бергманн-Байярд, фиксация которых выполнялась узкой передней кромкой гильзы, после чего такой тип пистолетного патрона быстро стал основным.

### Способы фиксации патрона в патроннике

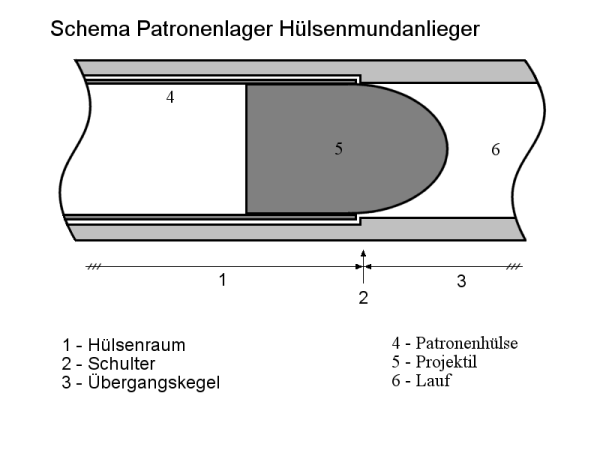
Фиксация патрона упором переднего среза гильзы.

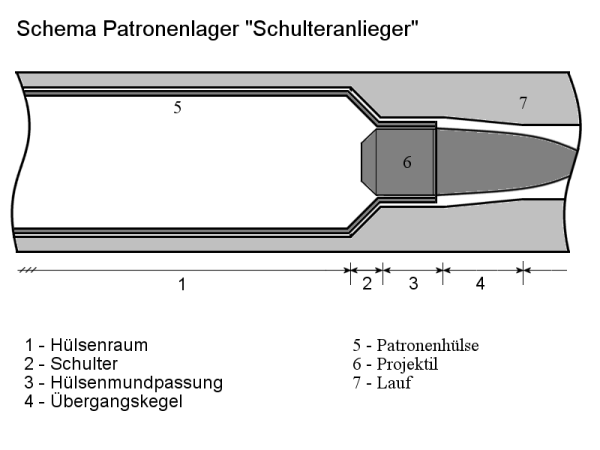
Фиксация патрона упором ската гильзы.

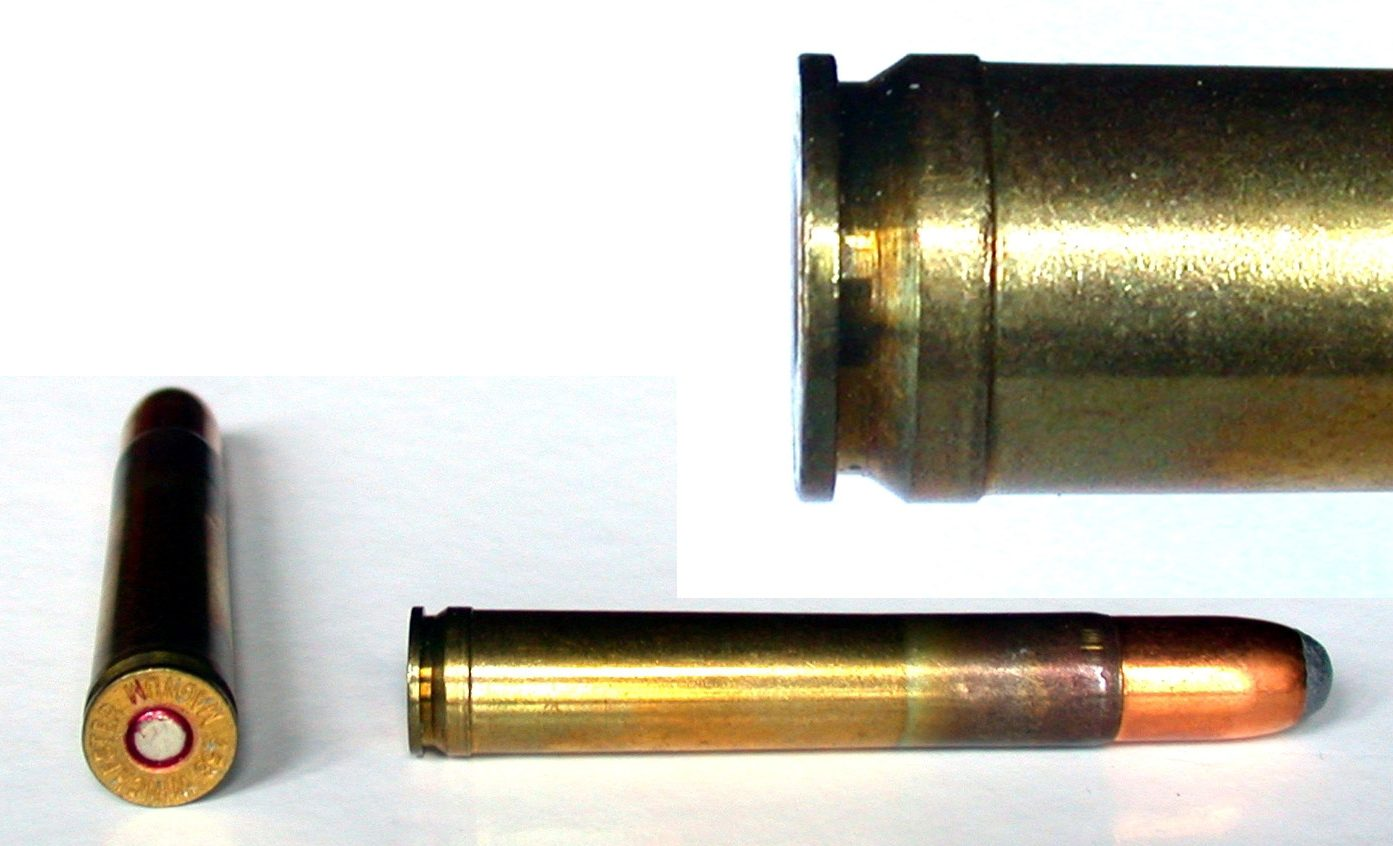
Патрон, гильза которого имеет цилиндрический уступ для фиксации в патроннике.

Для производства выстрела, гильзу патрона необходимо зафиксировать в патроннике. Это может быть выполнено несколькими способами:
- Фиксация патрона в патроннике осуществляется упором выступающей закраины (фланца, ранта, шляпки) гильзы в казённый срез ствола. В этом случае обеспечивается прочная и надёжная фиксация, а гильза и патронник могут быть изготовлены с большими допусками по длине. Однако выступающая закраина гильзы требует увеличения поперечных размеров узла запирания, а следовательно — затвора, соответственно растут габариты и вес оружия в целом, а в казённом срезе ствола приходится делать вырез для прохода экстрактора, что усложняет его изготовление; кроме того, выступающая закраина гильзы существенно затрудняет проектирование механизма подачи боеприпасов и (в случае магазинного питания) существенно снижает ёмкость магазина.
- Фиксация патрона в патроннике осуществляется упором переднего среза гильзы в уступ патронника. Этот способ используется только для патронов с короткими цилиндрическими гильзами, используемых в пистолетах и пистолетах-пулемётах, так как фиксация получается слабой из-за малой площади обеспечивающих фиксацию элементов.
- Фиксация патрона в патроннике осуществляется за счёт упора ската гильзы бутылочной формы в скат патронника. Этот способ обеспечивает достаточно надёжную фиксацию, но пригоден лишь для патронов с бутылочной гильзой и требует большой точности изготовления как гильзы, так и самого патронника.
- Фиксация патрона в патроннике осуществляется за счёт упора цилиндрического выступа гильзы, выполненного у её основания, в уступ казённика. Этот способ используется в системах крупного калибра или для особо мощных стрелковых боеприпасов. Он обеспечивает очень прочную и надёжную фиксацию, но требует использования сложных и дорогих в производстве гильз со специальным утолщением стенок в донной части, а также патронника с соответствующей расточкой в казённой части.

## Фланцевые патроны
англ. Rimmed. Патрон с фланцем является самым древним типом патронов и имеет фланец, который больше дна гильзы диаметром. Фланец нужен, чтобы удерживать патрон в патроннике оружия и для образования хорошего выступления для захвата гильзы экстрактором. Благодаря фланцу, патрон находится на правильной глубине в патроннике и не проваливается в него слишком глубоко. Таким образом, образуется нужный зазор (обычно это доли миллиметра) между затвором и дном гильзы — это положение называется «зеркальный зазор». Так как во фланцевом патроне зеркальный зазор определяется геометрией фланца, длина гильзы менее важна чем в патроне без закраины. Это позволяет использовать похожие патроны одного калибра с закраиной в оружии с достаточно длинным патронником. Например, патроны .38 Special можно использовать в револьвере .357 Magnum. Фланцевые патроны хорошо подходят к некоторым типам оружия, например к револьверам, где закраина помогает удерживать заряд на месте и помогает при экстракции в оружии, которое переламывается при отрывании канала ствола. Однако они не очень подходят для оружия с магазинным заряжением. Несмотря на это, магазинное оружие под фланцевые патроны было очень распространено; в Великобритании использовали знаменитые винтовки Lee-Enfield, а в СССР винтовку Мосина, они обе побывали на фронтах Первой и Второй мировых войн. Также фланцевые патроны используют в полуавтоматическом оружии, например, LAR Grizzly или Desert Eagle калибров .357 или .44 Magnum.

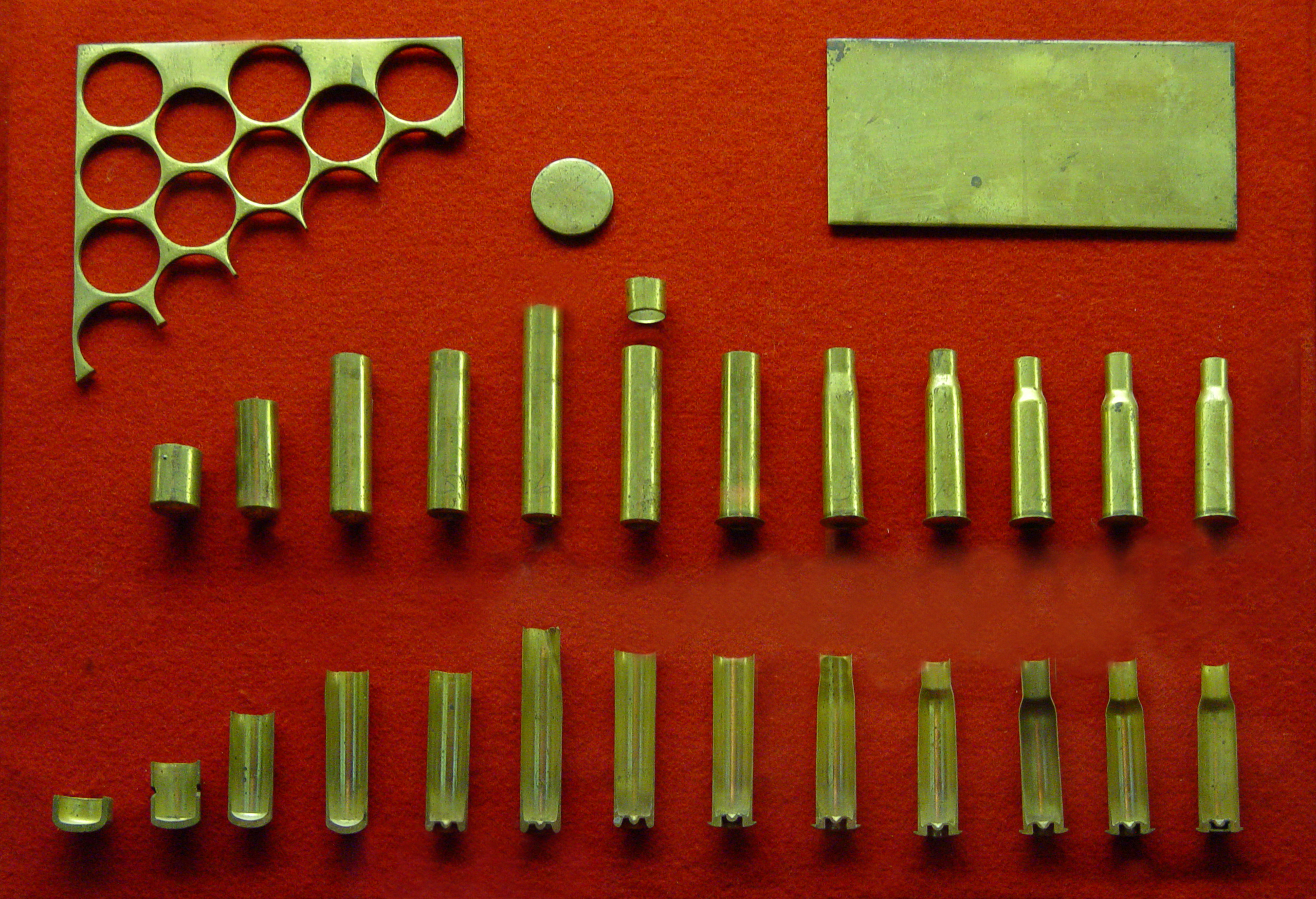
Внешний поясок нанесен на патрон с помощью штамповки и прессования вокруг донца гильзы

7,62×54 мм R

Некоторые типы патронов, например патроны кольцевого воспламенения, в отличие от патронов центрального воспламенения, также используют закраину для размещения в ней капсюля воспламенителя.

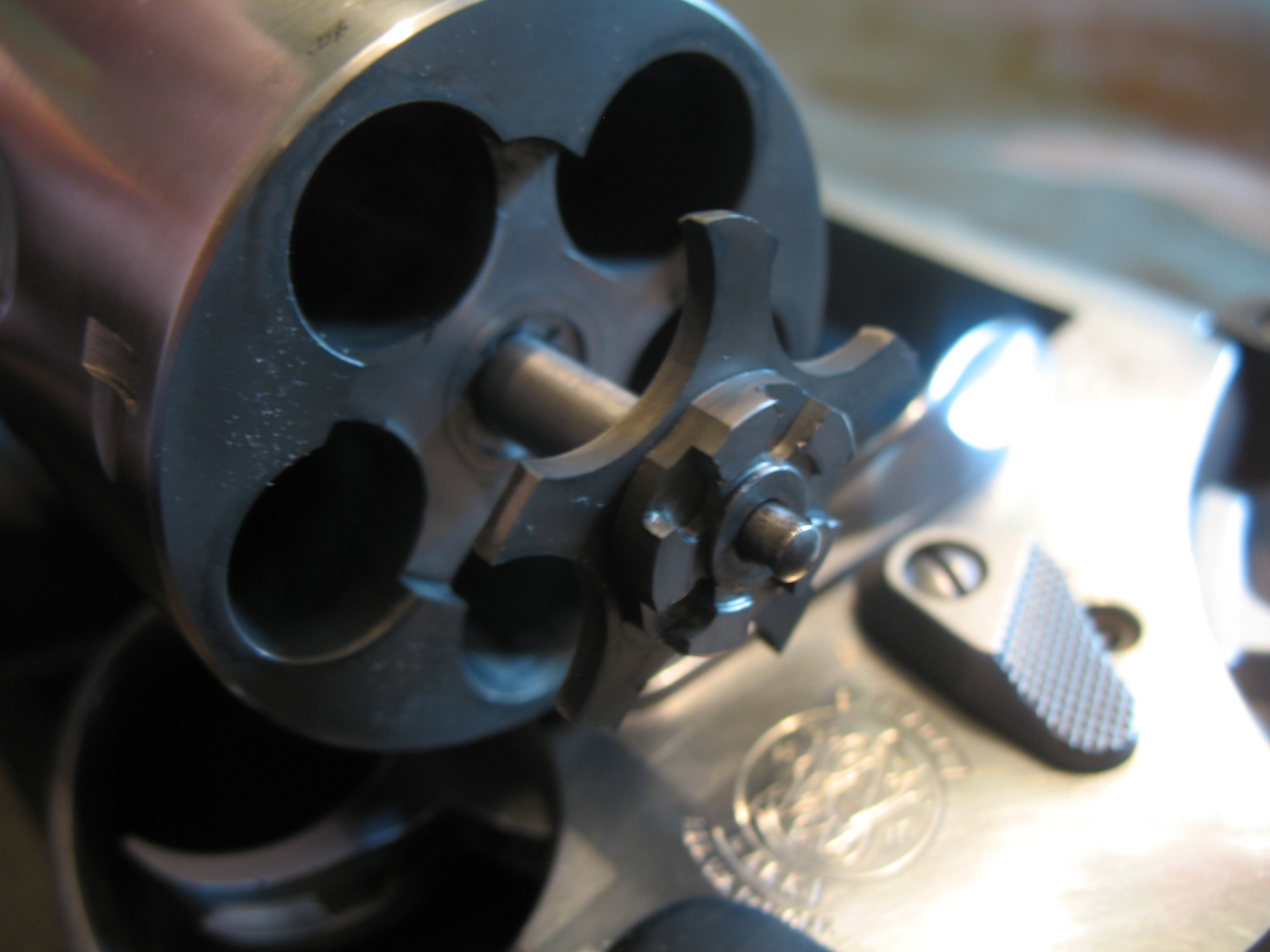
Экстрактор для одновременного извлечения гильз из барабана (револьвер Smith&Wesson).

В метрической системе определения патронов, для обозначения фланцевых патронов добавляется заглавная буква «R». Например, «7.62 × 54 мм R»  — фланцевый патрон, и «7.62 × 51 мм» — бесфланцевый. В британской системе нет деления между фланцевыми и без фланцевыми патронами, только если не выпущен специальный патрон с закраиной, например .45 Auto Rim, специальная версия .45 ACP («.45 Auto»), разработанный для использования в револьверах Кольт M1917 .
Примеры фланцевых пистолетных и револьверных патронов: .38 Special, .357 Magnum, .44 Magnum и тому подобное. Фланцевые патроны для винтовок: .22 Hornet, .303 British , 7.62 × 54 мм R и тому подобное.

## Бесфланцевые патроны
англ. Rimless. На «бесфланцевой» гильзе закраина  одного или почти одного диаметра с гильзой; углубление между ободом и корпусом гильзы — паз экстрактора, за который экстрактор извлекает гильзу из патронника. Для фиксации гильзы в патроннике как гильза так и патронник имеют конусную форму. Отсутствие закраины позволяет делать подачу патронов из магазина очень плавной. Для патронов с бесфланцевыми гильзами используются коробчатые  ленточные, барабанным и трубчатым магазины. Бесфланцевые патроны редко используют для переломного (охотничьего) оружия и револьверов, хотя их можно использовать с соответствующими изменениями в оружии, например с пружинным экстрактором или пачкой-обоймой (револьверы Colt или Smith & Wesson M1917 калибра .45ACP).

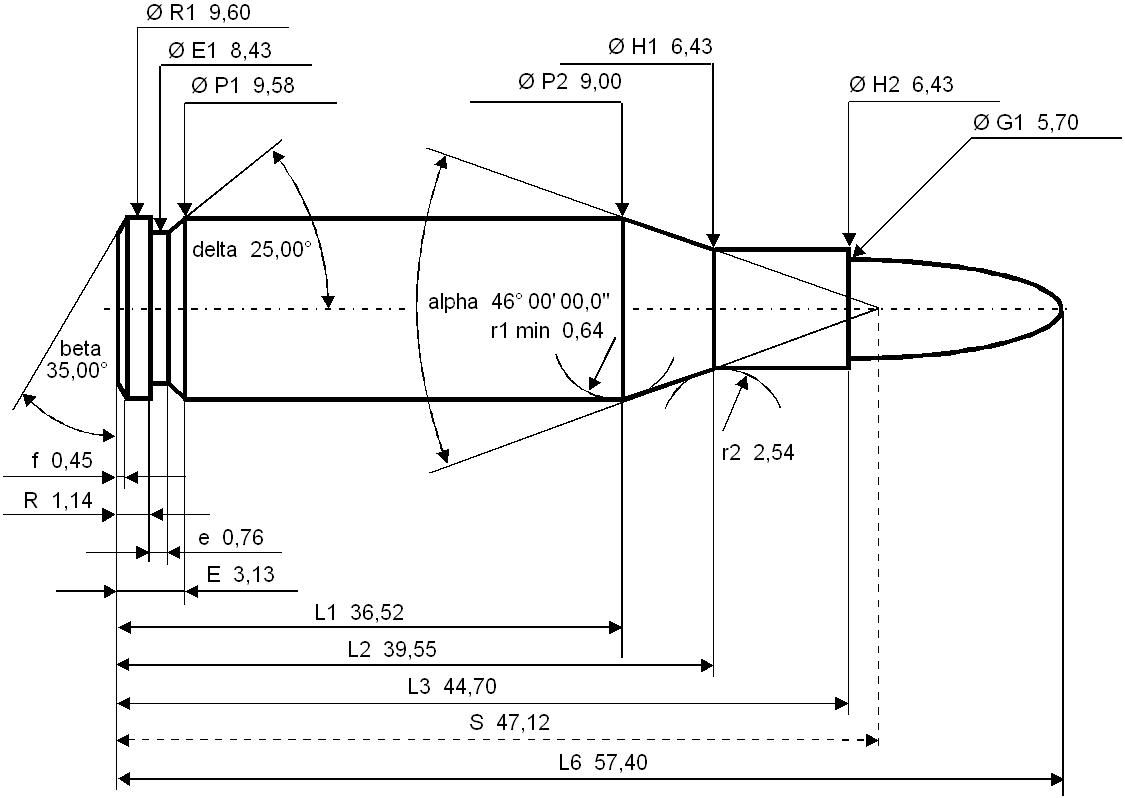
.223 Remington

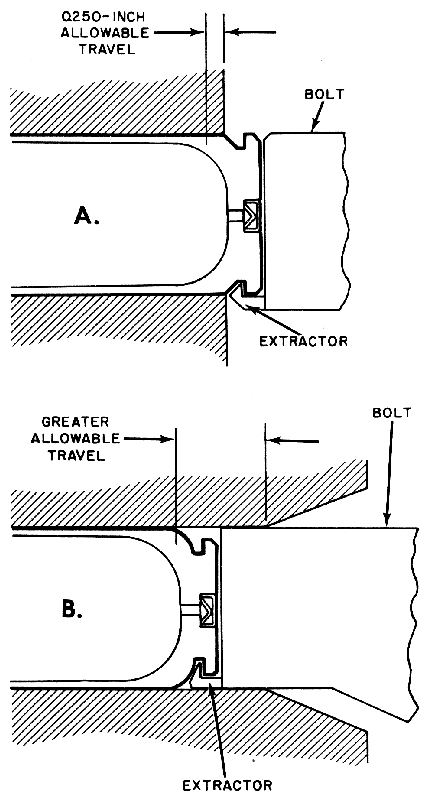
Бесфланцевый патрон и патрон с уменьшенным фланцем

В бесфланцевых патронах фиксация патрона в патроннике осуществляется или упором ската гильзы в скат патронника (в патронах с бутылочными гильзами), или упором среза (передним торцом) дульца гильзы в уступ патронника (патроны с цилиндрическими гильзами). Преимуществом прямой подачи патрона в патронник являются: простота изготовления, возможна простая конструкция основания ствола. Недостатком является малая площадь фиксации патронов в патроннике. Преимуществом бутылочных патронов являются более благоприятные условия подачи; возможен меньший поперечный размер затвора; возможна более простая конструкция основания ствола. Недостатком является то, что они требуют большой точности в соблюдении размеров как патронника, так и патрона (особенно по расстоянию от дна гильзы до начала ската и по диаметру в начале ската). Это объясняется тем, что положение патрона в патроннике ограничивается упором ската гильзы в скат патронника, а положение внешней поверхности дна гильзы до казённого среза ствола зависит от суммарного допуска как на изготовление элементов корпуса гильзы, так и на изготовление элементов патронника. Это единственный недостаток патрона данного типа. Вообще же гильза этого типа является наиболее современной.
В метрической системе бесфланцевые патроны не имеют особых буквенных обозначений.
Примеры бесфланцевых патронов для ручного оружия (пистолетные): 9mm Parabellum , .40 S & W, и .45 ACP . Примеры патронов для винтовок: .223 Remington , .308 Winchester , .30-06 Springfield и 7.92 × 57mm Mauser .

## Патроны с уменьшенным фланцем

.284 Winchester

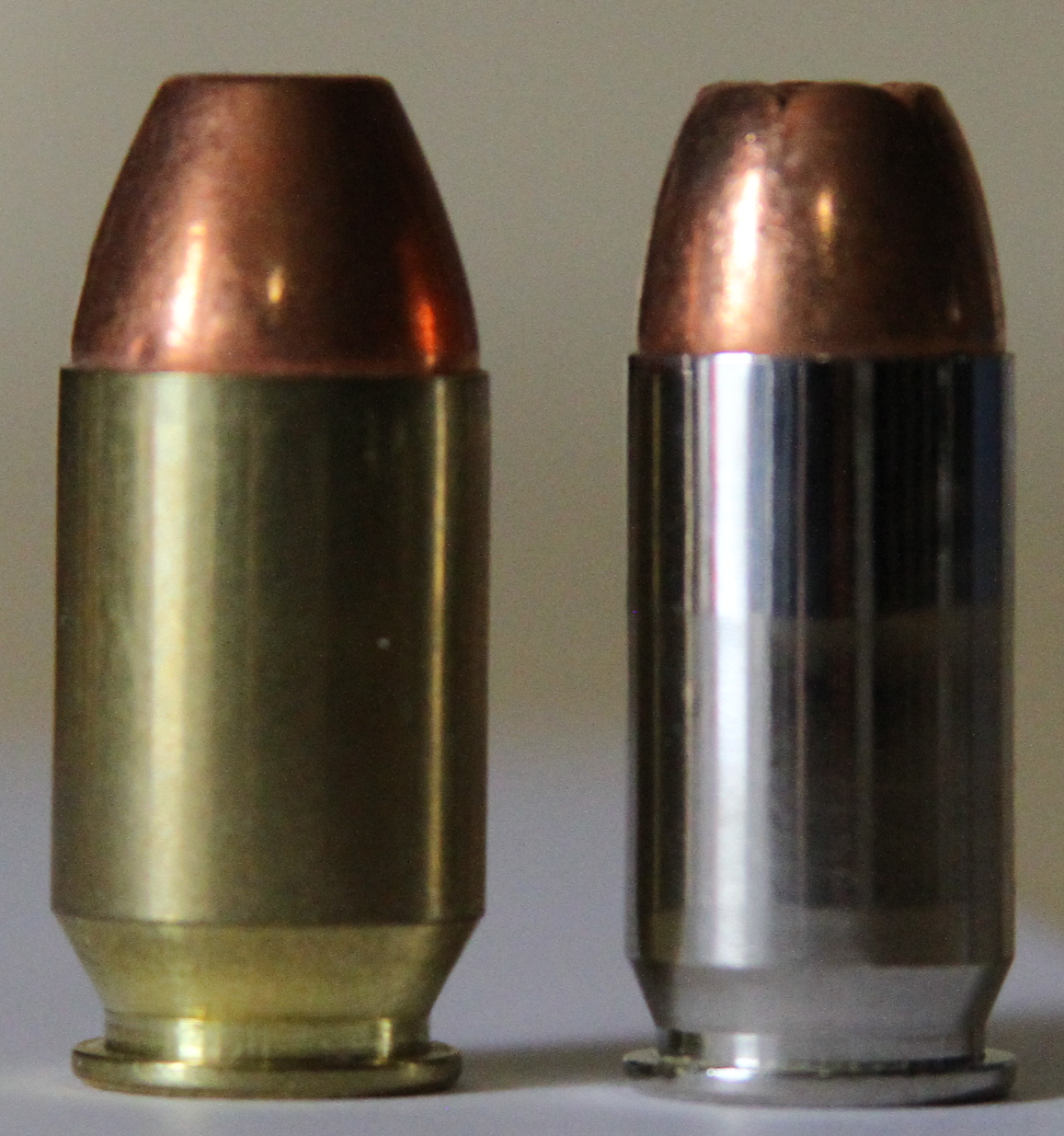
Сравнение патрона с уменьшенным фланцем .50 GI (слева) с патроном бесфланцевые .45 ACP (справа)

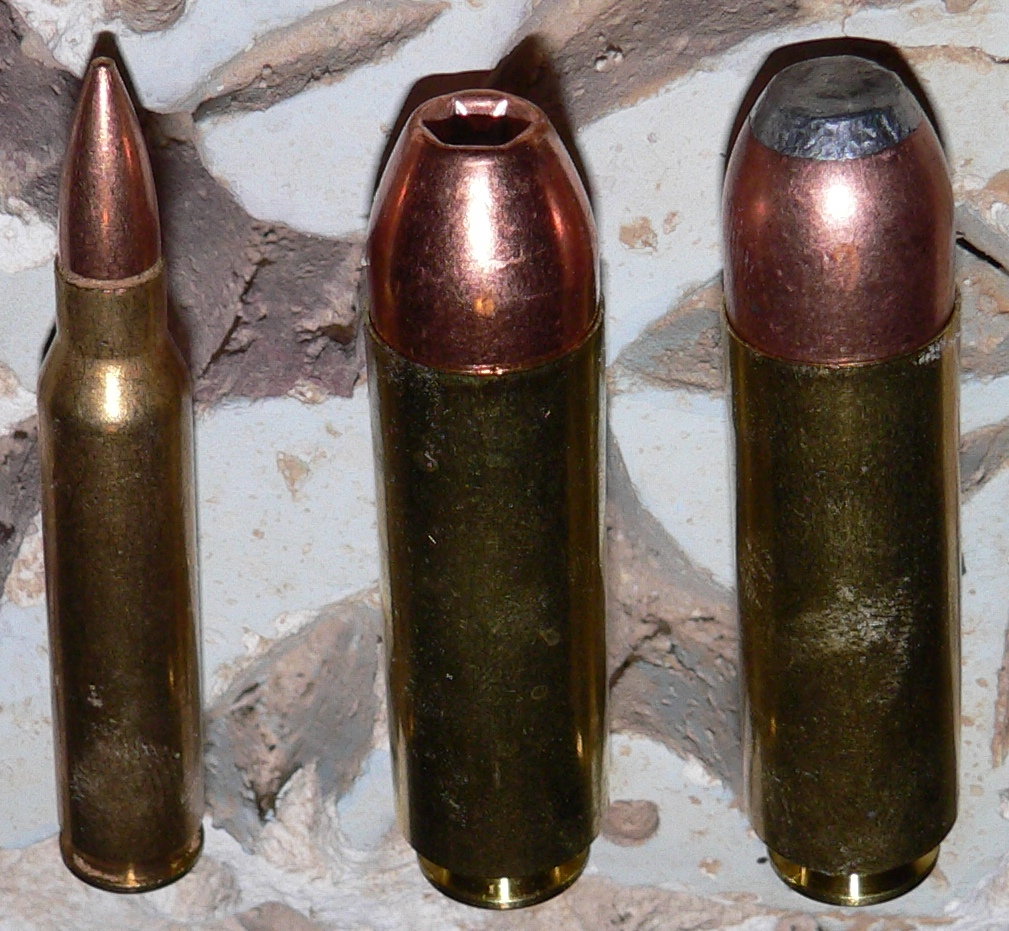
5,56×45 мм по сравнению с патроном .50 Beowulf (боеприпас, созданный для использования в модифицированных винтовках AR-15)

(англ. Rebated rim). В таких патронах диаметр закраины меньше диаметра остальной части гильзы. Функционально они схожи с бесфланцевыми. Такие патроны разрабатывают с целью переделать уже существующую конструкцию оружия под патрон большего калибра без изменения конструкции боевой личинки.
Примером такого патрона может быть .50 Action Express (или .50 AE), который используют в пистолете Desert Eagle под этот калибр. Чтобы упростить производство и снизить себестоимость, патрон .50 AE был разработан с уменьшенной закраиной, которая совпадает с диаметром закраины патрона .44 Magnum  для выпускавшегося пистолета Desert Eagle. Поэтому Desert Eagle возможно переделать с .44 Magnum на .50 AE простой сменой ствола и магазина.
Другие переработанные патроны, такие как недолговечный .41 Action Express (диаметр закраины совпадал с 9×19 мм Парабеллум) использовали в пистолете Jericho 941. Для переделки нужно было заменить только ствол. Последними были (начало 2000-х) семейство патронов для винтовок Winchester Short Magnum, Winchester Super Short Magnum и Remington Ultra Magnum и Remington Short Action Ultra Magnum. В этих гильзах закраина была изменена чтобы патрон подходил под боевую личинку существующих винтовок магнум. Сама гильза стала шире для увеличения  заряда, но длина осталась прежней, чтобы уместиться в ствольную коробку .
Также в .50 Beowulf использована конструкция с уменьшенной закраиной. Этот патрон используется в специальных винтовках AR-15 , а размер закраины совпадает с размером закраины патрона 7.62 × 39 мм.
Также подобные гильзы используют в автоматических пушках, которые происходят от 20-мм пушки Беккера, принадлежащей к известному семейству зенитных пушек Oerlikon. Подобные пушки используют одно из преимуществ снарядов с уменьшенной закраиной, а именно возможность реализации схемы с опережающим накалыванием капсюля. В этом случае срыв бойка и накол капсюля происходят прежде, чем затвор достиг переднего положения, а снаряд полностью дослан в патронник. При этом импульс отдачи частично уходит на гашение инерции затвора (оснащённого усиленной возвратной пружиной), и таким образом снижает отдачу всей системы, позволяя уменьшить массу пушки и использовать упрощённое устройство запирания со свободным затвором. Благодаря уменьшенной закраине личинка затвора заходит внутрь канала патронника, а гильза в момент воспламенения равномерно опирается на его стенки; таким образом удовлетворяются и требования к безопасности.
Обозначение таких патронов включает буквы «RB». Например патрон к вышеупомянутым пушкам Oerlikon Mk4 имеет обозначение 20×110mm RB.

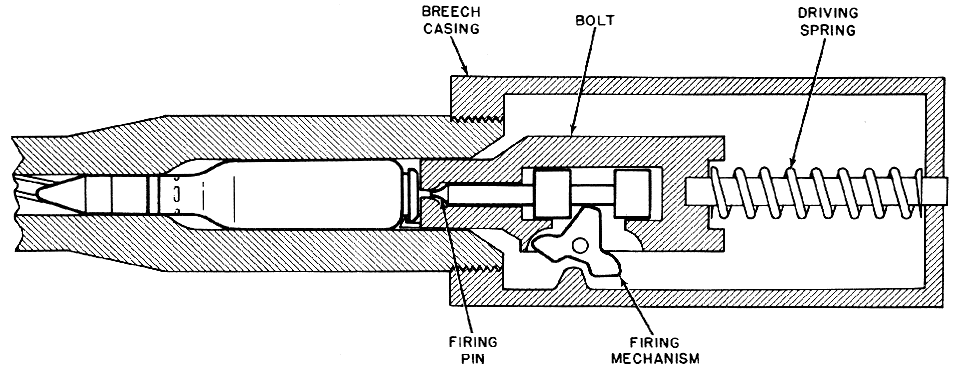
патрон к пушкам Oerlikon Mk4. Обозначение таких патронов включает буквы «RB».

## Полуфланцевые патроны
англ. Semi-rimmed. На полуфланцевом патроне закраина выступает за пределы корпуса гильзы, но не настолько как на патроне с закраиной. Это связано со следующим обстоятельством. Для надёжного выполнения главной функции закраины - обеспечение упора для зуба выбрасывателя - она должна иметь высоту порядка 1 мм или даже более (для стрелкового оружия), в то время как для фиксации в патроннике именно закраиной достаточно ее высоты в несколько раз меньшей. Таким образом, превышение диаметра фланца над диаметром основания гильзы в этом случае определяется именно требованием надежной фиксации в патроннике, тогда как достаточная высота для работы экстрактора дополнительно обеспечивается проточкой. Считается, что такая конструкция позволяет соединить достоинства фланцевой и бесфланцевой гильз - надёжную фиксацию и выверенный зеркальный зазор при больших допусках на геометрию гильзы в первом случае и удобство для размещения в магазине и работы автоматики - во втором. Малая закраина не влияет на работу коробчатого магазина, т.к. обычно она полностью входит в проточку нижележащего патрона, но дает достаточную поверхность упора фланца в край патронника и формирования этим точного зеркального зазора. Такие патроны встречаются реже чем другие типы. Среди принятых на вооружение и массово производившихся винтовочных патронов этого рода можно назвать разве что Арисака 6.5х50, но среди пистолетных патронов рубежа 19-20 века это был основной тип, который и сейчас имеет свою нишу. Патроны данного типа для короткоствольного оружия поистине универсальны - их можно применять как в пистолетах, так и в револьверах. Впрочем, существует и такая точка зрения, что полуфланцевые патроны хорошо наследуют недостатки фланцевых патронов и одновременно не имеют перед ними особых преимуществ. Так, 38 Super с высоким давлением, который считается преемником патрона .38 ACP, известен меньшей точностью, чем бесфланцевые патроны.

.38 Super

В метрической системе полуфланцевые патроны дополнительно обозначаются буквами «SR». Например 6.5 × 50SR является метрическим обозначением патрона к винтовке Арисака.
Примером патронов для ручного оружия являются .25 ACP, .32 ACP , .38 ACP и .38 Super,  .308 Marlin Express.
Примером патронов для винтовок является .338 Marlin Express и .444 Marlin.

## С пояском
(англ. Belted) Цель «пояска» на гильзах (часто называются «магнум с пояском» или гильза «с опорным буртиком») — создать зеркальный зазор за счет специального кольцевого выступа на гильзе чуть выше паза для экстрактора. Поясок играет роль закраины на гильзе без фланца. Форма паза для экстрактора в таких патронов полностью аналогична бесфланцевой. Диаметр фланца может быть равен диаметру пояска или же основания гильзы. Такие гильзы постепенно теряют былую популярность из-за популяризации патронов высокой мощности с гильзами без закраины.

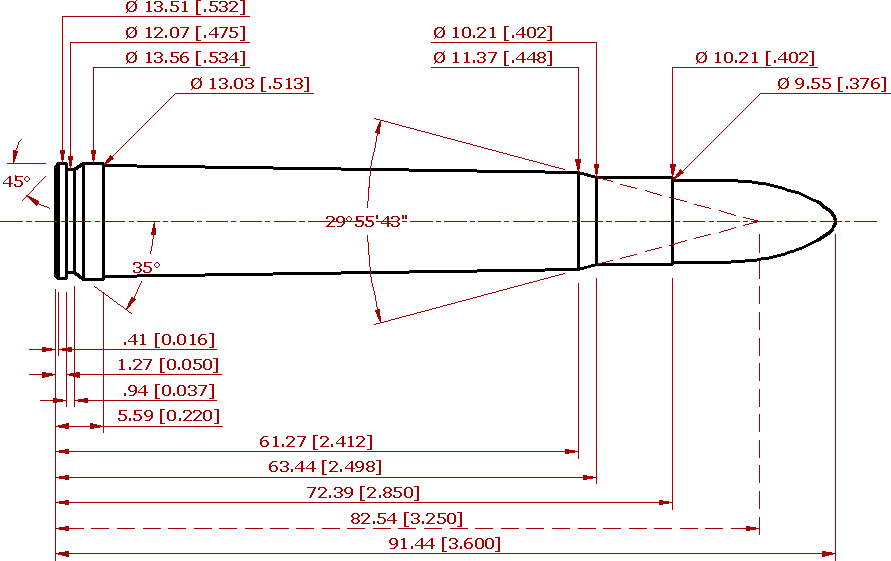
.375 Н&Н Magnum

Гильза без закраины. Диаметр фланца равен диаметру основания (30-378 Weatherby Magnum)

Конструкция появилась в Англии около 1910 на патронах .400 / .375 Belted Nitro Express (также известный как .375 / .400 Holland & Holland и .375 Velopex). Добавление пояска дало патрона правильный зеркальный зазор, несмотря на недостаток плеча гильзы (сужение к шару в патронах бутылочной формы). Причина такого недостатка заключалась в том, что старые британские гильзы были рассчитаны на использование кордита, а не современного бездымного пороха. Кордит делали в виде макароноподобных стержней, поэтому для размещения стержней форма гильзы должна была быть близка к цилиндрической. Поясок был добавлен и в другие патроны которые были созданы на базе патрона .375 Velopex, таких как .375 Holland & Holland Magnum 1912 года, чтобы предотвратить использование мощных патронов магнум в каморах похожих размеров.
В конце XX века в США патроны с пояском стали синонимом сверхмощных патронов «Магнум». Недавно[когда?] новые патроны «Магнум» было введены в США. Это патроны без закраины или с уменьшенной закраиной, на основе .404 Jeffery, закраины которых соответствуют размеру .512", который используется для патронов с пояском.
В то же время нередко поясок используется и для патронов малокалиберных автоматических пушек, потому что геометрия гильзы с пояском позволяет простую прямую подачу патронов из патронной ленты и одновременно патроны хорошо позиционируются в патроннике с выполнением правильного зеркального зазора. Это позволяет несколько увеличить надежность работы автоматики автоматических пушек, что особенно актуально для авиации.
Обозначение таких патронов включает букву «B». Например 7,62×67mm B, 20×105mm B, 20×138mm B, 23×152В, 30×113B, 30×155В и другие.

## Безгильзовые боеприпасы пистолетов Герасименко
Для стрельбы из пистолетов Герасименко использовались 7,62-мм безгильзовые патроны у которых пороховой метательный заряд размещался в самой пуле. Такой вариант безгильзовых патронов иногда именуют патрон-пуля или пуля-патрон.
Пуля стальная точёная, сзади имеет полость для заряда и внутреннюю резьбу, в которую вворачивается латунная капсюльная втулка. Во втулку впрессован капсюльный состав, покрытый снаружи лаком или медной фольгой. Фланец этой втулки также служит для врезания в нарезы ствола, то есть выполняет функцию ведущего пояска. После накола (инициирования) капсюль выгорает воспламеняя заряд внутри и освобождая занятое собой отверстие для истечения пороховых газов изнутри патрона-пули.

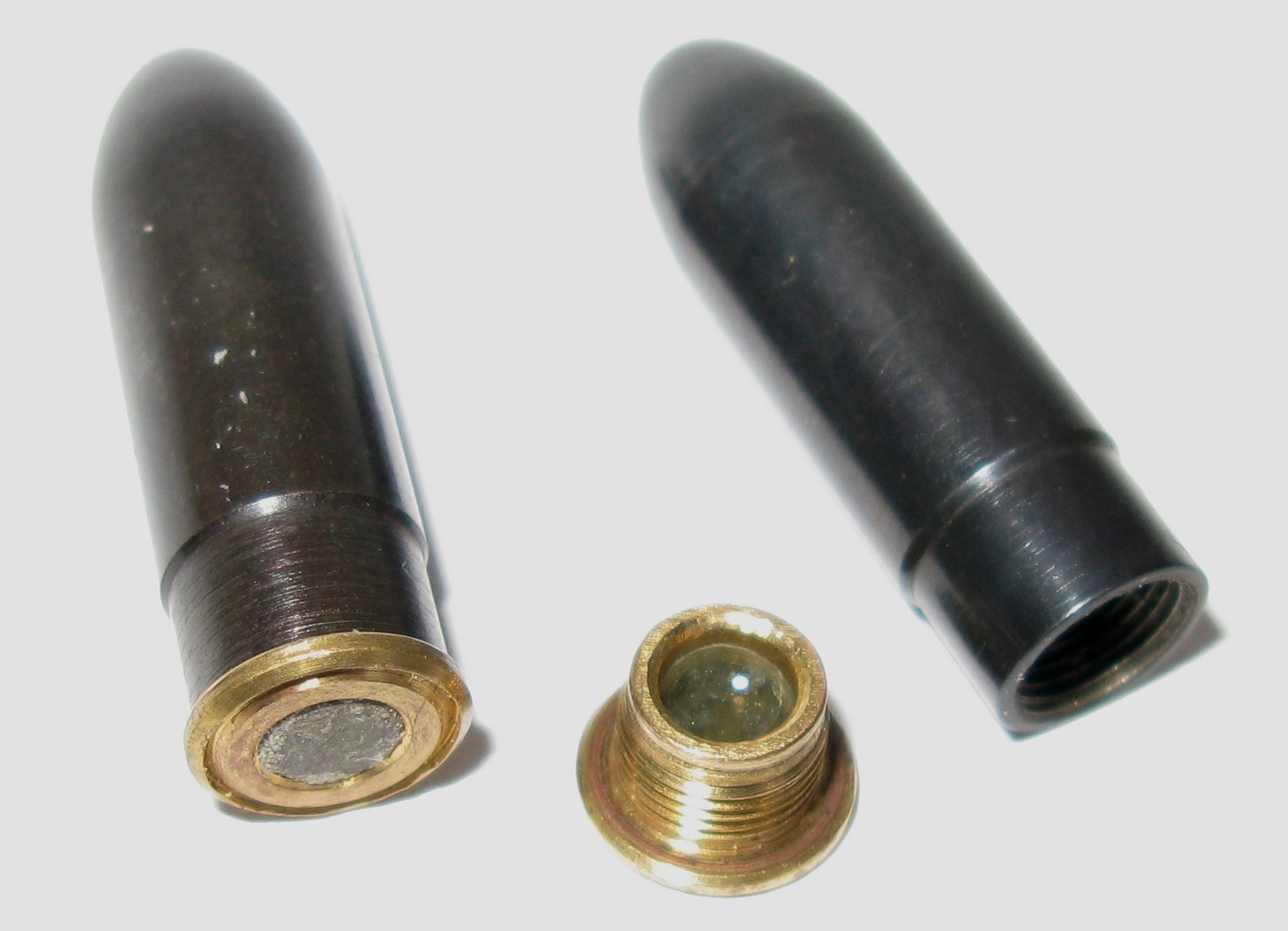
Два безгильзовых патрона Герасименко, у одного вывинчена капсюльная втулка
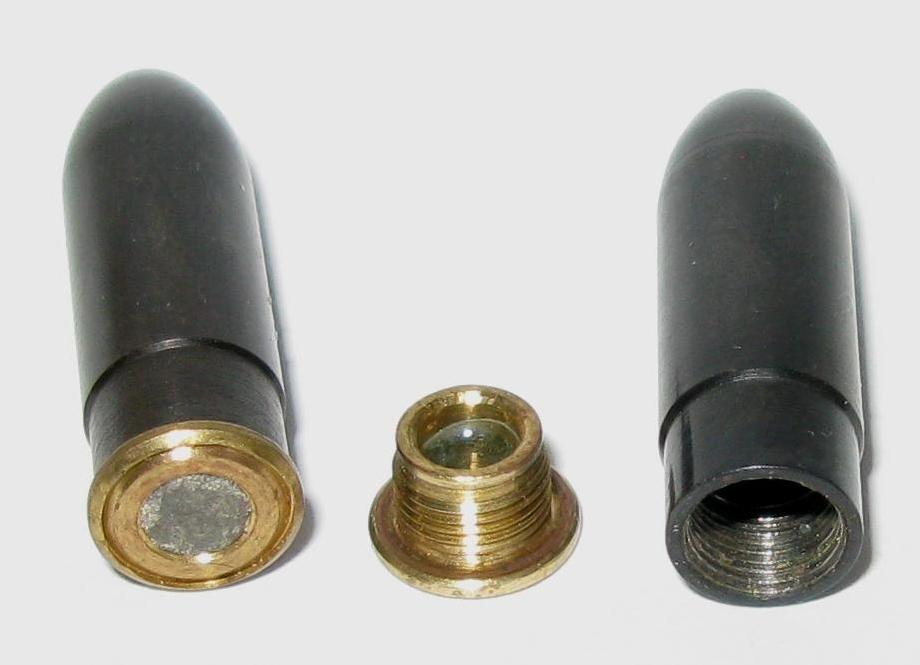
Два безгильзовых патрона Герасименко, у одного вывинчена капсюльная втулка
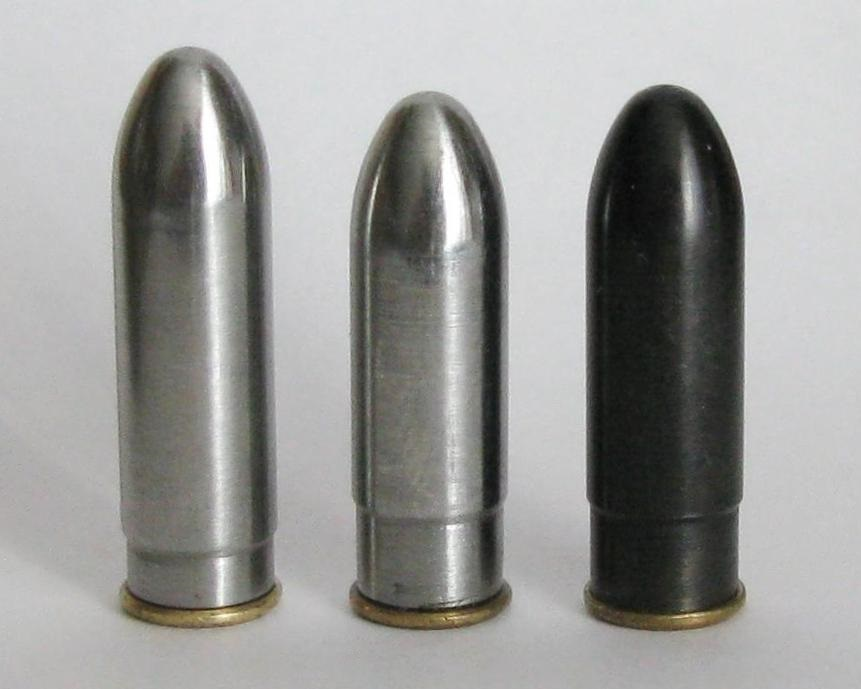
Варианты патронов Герасименко